# Аржийер
Аржийе́р (фр. Argillières) — коммуна во Франции, находится в регионе Франш-Конте. Департамент — Верхняя Сона. Входит в состав кантона Шамплит. Округ коммуны — Везуль.
Код INSEE коммуны — 70027.

## География
Коммуна расположена приблизительно в 280 км к юго-востоку от Парижа, в 60 км северо-западнее Безансона, в 40 км к западу от Везуля.

## Население
Население коммуны на 2010 год составляло 73 человека.
| 1962 | 1968 | 1975 | 1982 | 1990 | 1999 | 2010 |
| ---- | ---- | ---- | ---- | ---- | ---- | ---- |
| 159  | 137  | 127  | 100  | 79   | 80   | 73   |

## Экономика
В 2010 году среди 41 человека трудоспособного возраста (15—64 лет) 35 были экономически активными, 6 — неактивными (показатель активности — 85,4 %, в 1999 году было 64,1 %). Из 35 активных жителей работали 34 человека (20 мужчин и 14 женщин), безработной была 1 женщина. Среди 6 неактивных 0 человек были учениками или студентами, 4 — пенсионерами, 2 были неактивными по другим причинам.

## Фотогалерея

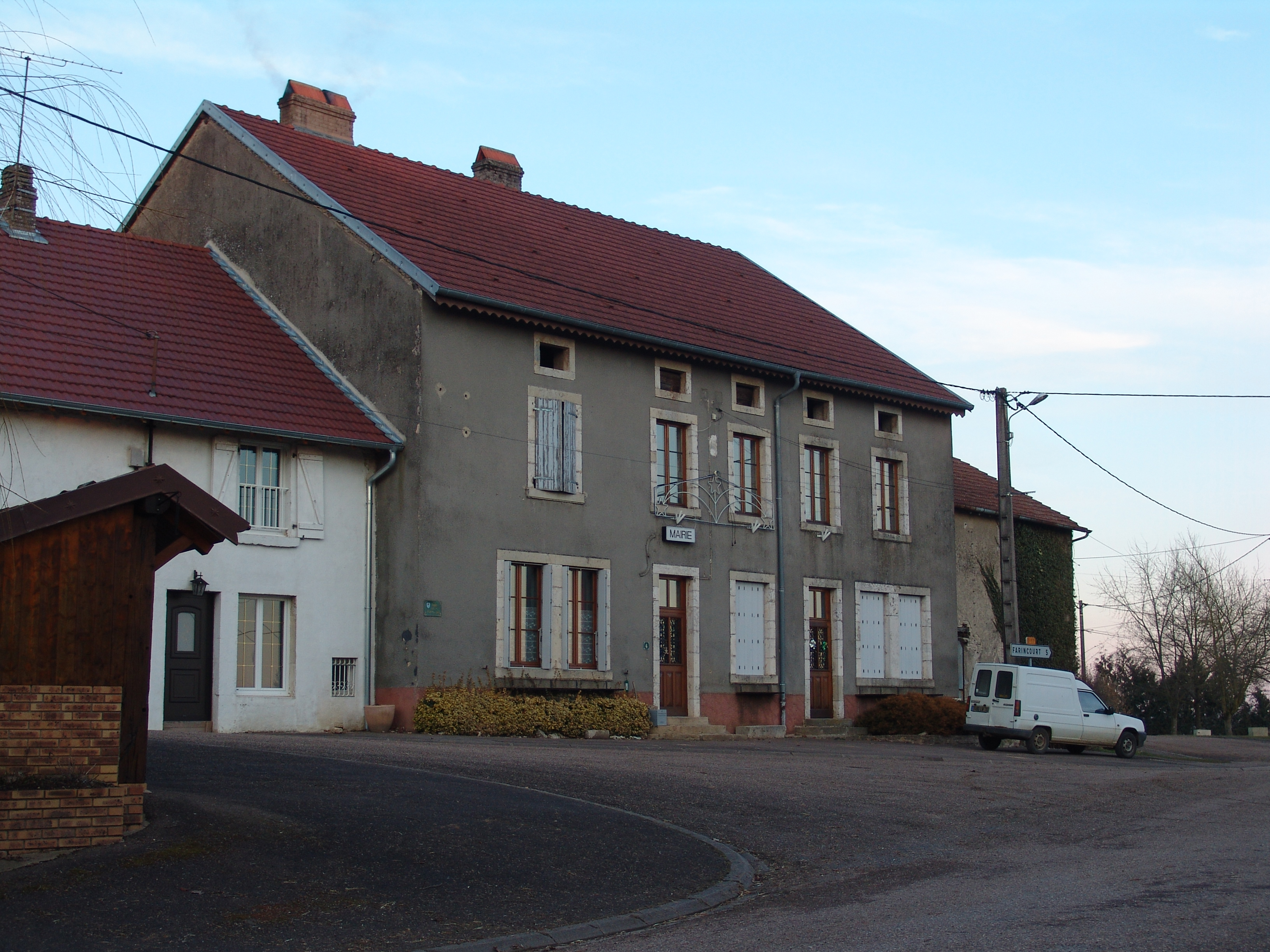
Мэрия
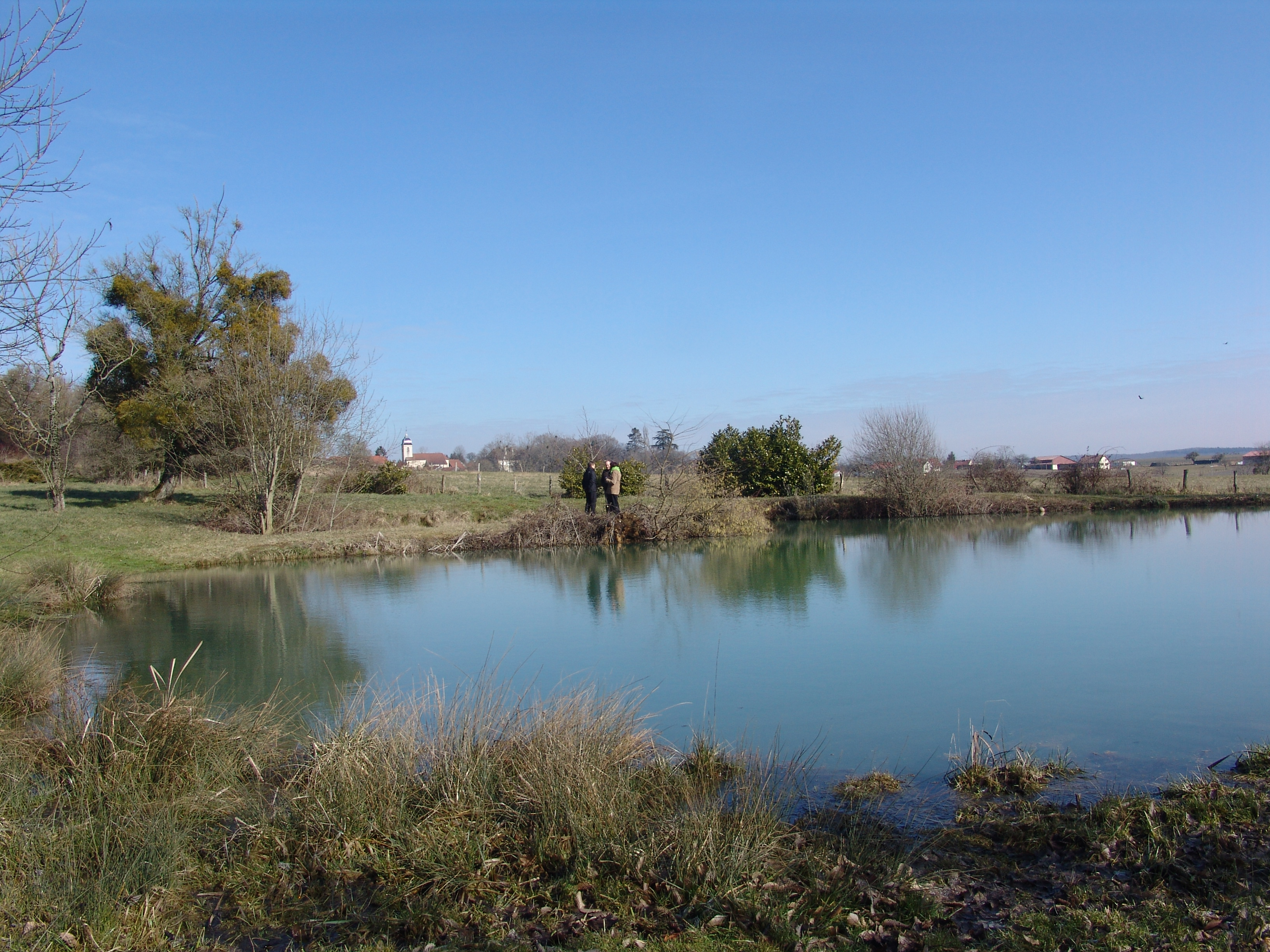
Озеро
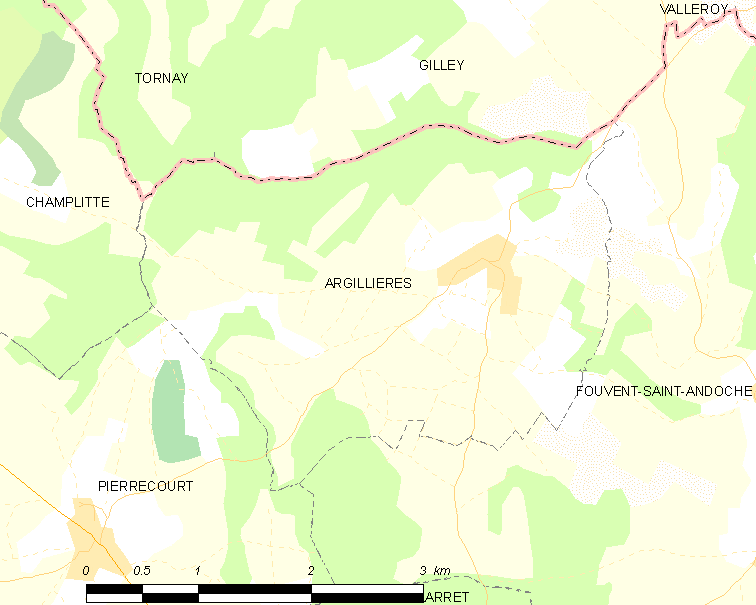
Карта коммуны